# Кирдаса
Кирдаса (араб. كرداسة‎) — посёлок на севере Египта, расположенная на территории мухафазы Эль-Гиза.

## Географическое положение
Кирдаса находится в северо-восточной части мухафазы, на берегу ирригационного канала Мансурия, на расстоянии приблизительно 5 километров к западу от Гизы. Абсолютная высота — 18 метров над уровнем моря.

## Демография
По данным переписи 2006 года численность населения Кирдасы составляла 77 121 человека.
Динамика численности населения деревни по годам:
| 1996   | 2006   |
| ------ | ------ |
| 56 247 | 77 121 |

## Экономика
Кирдаса является значимым центром лёгкой промышленности Египта. После Июльской революции в деревне были построены три крупные текстильные фабрики.